# José Relvas
José Maria Mascarenhas Relvas ( ʒuzɛ ʁɛɫvɐʃ) né le 5 mars 1858 à Golegã et mort le 31 octobre 1929 à Alpiarça, est un homme politique portugais.

## Biographie
Républicain de conviction depuis toujours, il est ministre des Finances sous le gouvernement provisoire dirigé par Teófilo Braga, du 12 octobre 1910 au 3 septembre 1911.
Il occupe le poste de ministre (ambassadeur) du Portugal à Madrid, de 1911 à 1914. Il est président du Ministère, du 27 janvier au 30 mars 1919, dans l'un des nombreux gouvernements de courte durée de la Première République portugaise. 
Sa maison d'Alpiarça est maintenant un musée, le Casa dos Patudos, où sa collection d'art est exposée.